# 岱房庵
岱房庵，位于中国福建省南靖县靖城镇大房村，宋代始建，现存为清代建筑。由大埕、门楼、天井、厢廊和大殿等组成。大殿悬山顶，面阔五间，进深均三间，明间为抬梁式构架。龙柱及楹联等石刻工艺精细。2005年5月11日公布为第六批福建省文物保护单位。